# Эмбу
Эмбу (порт. Embu)  —  город и муниципалитет в Бразилии, входит в штат Сан-Паулу. Составная часть мезорегиона Агломерация Сан-Паулу. Находится в составе крупной городской агломерации Агломерация Сан-Паулу. Входит в экономико-статистический  микрорегион Итапесерика-да-Серра. Население составляет 245 855 человек на 2006 год. Занимает площадь 70,079 км². Плотность населения — 3.508,3 чел./км².

## История
Город основан 18 февраля 1959 года. 

## Статистика
- Валовой внутренний продукт на 2003 составляет 1.407.355.129,00 реалов (данные: Бразильский институт географии и статистики).
- Валовой внутренний продукт на душу населения на 2003 составляет 6.163,42 реалов (данные: Бразильский институт географии и статистики).
- Индекс развития человеческого потенциала на 2000 составляет 0,772 (данные: Программа развития ООН).

## География
Климат местности: субтропический. В соответствии с классификацией Кёппена, климат относится к категории Cfa.